# 希利亞德 (俄亥俄州)
希利亞德（英語：Hilliard）是一個位於美國俄亥俄州富蘭克林縣的城市。

## 人口
根據2020年美國人口普查的數據，希利亞德的面積為37.42平方千米，當中陸地面積為36.96平方千米，而水域面積為0.46平方千米。當地共有人口37114人，而人口密度為每平方千米992人。